# Un geste pour Haïti chérie
Un geste pour Haïti chérie est une chanson caritative en faveur des victimes du séisme de 2010 à Haïti.
À l’initiative de chaîne musicale française Trace TV et sous la direction artistique de Passi, de Jacky et Ben J des Neg'Marrons, 75 artistes haïtiens, français et internationaux se sont mobilisés pour enregistrer un titre et un clip « 1 Geste Pour Haïti Chérie » appelant à manifester sa solidarité avec la population haïtienne et à faire des dons à la Croix-Rouge.
Le titre a été enregistré en 2 jours, vendredi 15 et samedi 16 janvier au studio Haxo de Paris. 
Les artistes et célébrités qui ont participé à l’enregistrement ont tous écrit leur texte, et ensuite posé leur voix sur une composition de Djimi Finger du Secteur Ä et de Sébastien Gryspeert.
Le single, sorti chez Universal Music, s'est classé 3e au Top 50, et il est resté classé 29 semaines.
Parmi les participants :
Passi,
Charles Aznavour,
Cesária Évora,
Jacky Brown et Ben-J (Neg’Marrons),
Pascal Gentil,
Michel Drucker,
Sonia Rolland,
Noémie Lenoir,
Harry Roselmack,
Anthony Kavanagh,
Smaïn,
Manu Dibango,
Gage,
Marc Antoine,
Lilian Thuram,
Zazie,
Thierry Desroses,
Axelle Laffont,
Lynnsha,
Vicelow (ex Saïan Supa Crew),
Grand Corps Malade,
Ophélie Winter,
Roldan (Orishas),
Hélène (Les Nubians),
Fally Ipupa,
Miss Dominique,
MC Janik,
Stomy Bugsy,
Princess Erika,
Tedjee,
Daan Junior (Haïtien),
Jennifer Ayache et Patrice Focone (Superbus),
Mr Toma,
Léah,
Seth Gueko,
Singuila,
Thierry Cham,
Alibi Montana,
Gregg (Original H - groupe Haïtien),
Kennedy,
Youssoupha,
Perle Lama,
Leslie,
Aysat,
Louidorcleff (Haïtien),
King Kuduro,
Kaysha,
Krys,
Claudy Siar,
Féfé (ex Saïan Supa Crew),
Princess Ursula,
Larsen,
Christiane Obydol (Zouk Machine),
Sarah Riani,
Kayliah,
Maini Dog,
Mickaël Quiroga,
Erik,
Mac Tyer,
Phil Darwin,
Booder,
Pierro Battery,
Sara Battery,
Demon One (Intouchable),
Izé (La Mc Malcriado),
King (artiste haïtien),
Béné,
Soum Bill,
Dof,
Jeckel (Bisso Na Bisso),
Lino (Arsenik et Bisso Na Bisso),
Ekila,
Tina Ly,
Faya D,
Ali Angel,
Jeff Joseph, 
Akhenaton, 
Sheryfa Luna…